# 日本家庭录像公司
日本家庭录像公司（日语：ジャパンホームビデオ株式会社，简称JHV），成立于1984年5月，是日本一家制作与发行视频、并涉及电视节目与游戏的软件制作的公司。Alice Japan（アリスJAPAN）是其旗下的成人视频制造商，成立於1986年4月4日。

## 公司历史及财务概况
得益于当时在日本錄影機的迅猛发展影响，日本家庭录像公司于1984年5月成立。随着1975年商业录像机以及1976年家用录像系统引入日本，錄影機在日本的年产量从1978年的100万增长到1985年的4400万，增长率近4400%。在当时，人们用录影机大量存储VHS格式的电影，其中也包括色情电影。公司到了1984年11月的时候已经扩展到了相当大的规模，总部也由此在东京原宿区新址成立。
日本家庭录像公司最初用（意为企鹅）作为其所有视频的商标，直到1986年4月其成立子公司Alice Japan，使得该公司用“アリスJAPAN”（即Alice Japan）专门作为其成人影片的商标。日本家庭录像公司几经发展，旗下业务范围得到不断扩展，开始涉及日本动画和电脑游戏制作领域。1996年，公司还开始了卫星广播业务。2000年2月，日本家庭录像公司收购了东京神田神保町地区的一栋建筑，随后将总部迁至此地。2005年3月，公司将其制作中心迁至东京西部的中野区，后来此地在2007年4月亦成为了公司总部新址。据该公司官网显示，公司目前有员工28名，而总部又于2015年2月迁移回了东京神田神保町地区。
日本家庭录像公司2007年的销售额为22.5亿日元(约合2,250万美元)，总资本为2,700万日元（约合22.7万美元）。